# Наполеон Бонапарт на Аркольском мосту
«Генерал Бонапарт на Аркольском мосту. 17 ноября 1796 года» (фр. Le Général Bonaparte au pont d'Arcole. 17 novembre 1796) — картина французского художника Антуана-Жана Гро.
На картине изображён эпизод трёхдневного сражения при Арколе, который произошёл 15 ноября 1796 года, когда Наполеон под жесточайшим огнём австрийских войск лично возглавил атаку на мост. На сабле Наполеона сделана надпись «G1. Bonaparte. Armée D’Italie», на пряжке ремня имеется монограмма «BLP» — переплетение начальных букв фамилий Наполеона Бонапарта и его жены Ла Пажери (девичья фамилия Жозефины Богарне). Сам Антуан-Жан Гро сопровождал Наполеона на протяжении всей Итальянской кампании и также принимал участие в этом сражении, поэтому картина написана по личным впечатлениям художника.
Картина написана в конце 1796 — начале 1797 года в Милане по заказу Жозефины Богарне и тогда же Гро исполнил с неё две копии. 
Первый вариант имеет размеры 130 × 94 см, подпись отсутствует, принадлежала лично Наполеону и далее от Наполеона III картина перешла к императрице Евгении, которая в 1879 году подарила её Лувру, с 1901 года выставлялась в Компьенском замке, а с 1938 года хранится в Версальском дворце. 
Второй вариант имеет размеры 134 × 104 см и вероятно принадлежал пасынку Наполеона Евгению Богарне, который во время Итальянской кампании 1796–1797 годов был личным адъютантом Наполеона; в конце XIX века эта картина числилась в коллекции правнука Евгения Богарне герцога Н. Н. Лейхтенбергского и находилась в Санкт-Петербурге; после Октябрьской революции была национализирована и в 1924 году через Государственный музейный фонд была передана в Эрмитаж; с конца 2014 года выставляется в здании Главного Штаба в зале 303. 
Третий вариант, размером 132 × 95 см, некогда принадлежал падчерице Наполеона Гортензии Богарне и ныне хранится в её бывшем замке Арененберг в Швейцарии, где, после перехода замка в государственную собственность в 1906 году, был образован музей Наполеона.
Все варианты картины, кроме отличающихся размеров, имеют расхождения и в мелких деталях.
Сохранилось два предварительных эскиза картины. Основной эскиз маслом по холсту (73 × 59) был исполнен Гро в 1796 году, на нём Наполеон дан в том же повороте и так же со знаменем в руках, однако он изображен по пояс и правая рука изображена лишь краешком; этот эскиз хранится в Лувре. Следующим этапом работы над картиной был карандашный рисунок, на котором композиция картины была уже полностью разработана; этот рисунок находится в Милане в частной коллекции.
В 1798 году итальянский художник Джузеппе Лонги выполнил известную гравюру с картины, причем основой для гравюры послужило эрмитажное полотно.
В 1826 году французский художник Орас Верне написал картину «Бой на Аркольском мосту», где общим планом изобразил Наполеона во главе колонны французских гренадер и противостоящих им австрийцев.

Этюд к картине. Париж, Лувр.
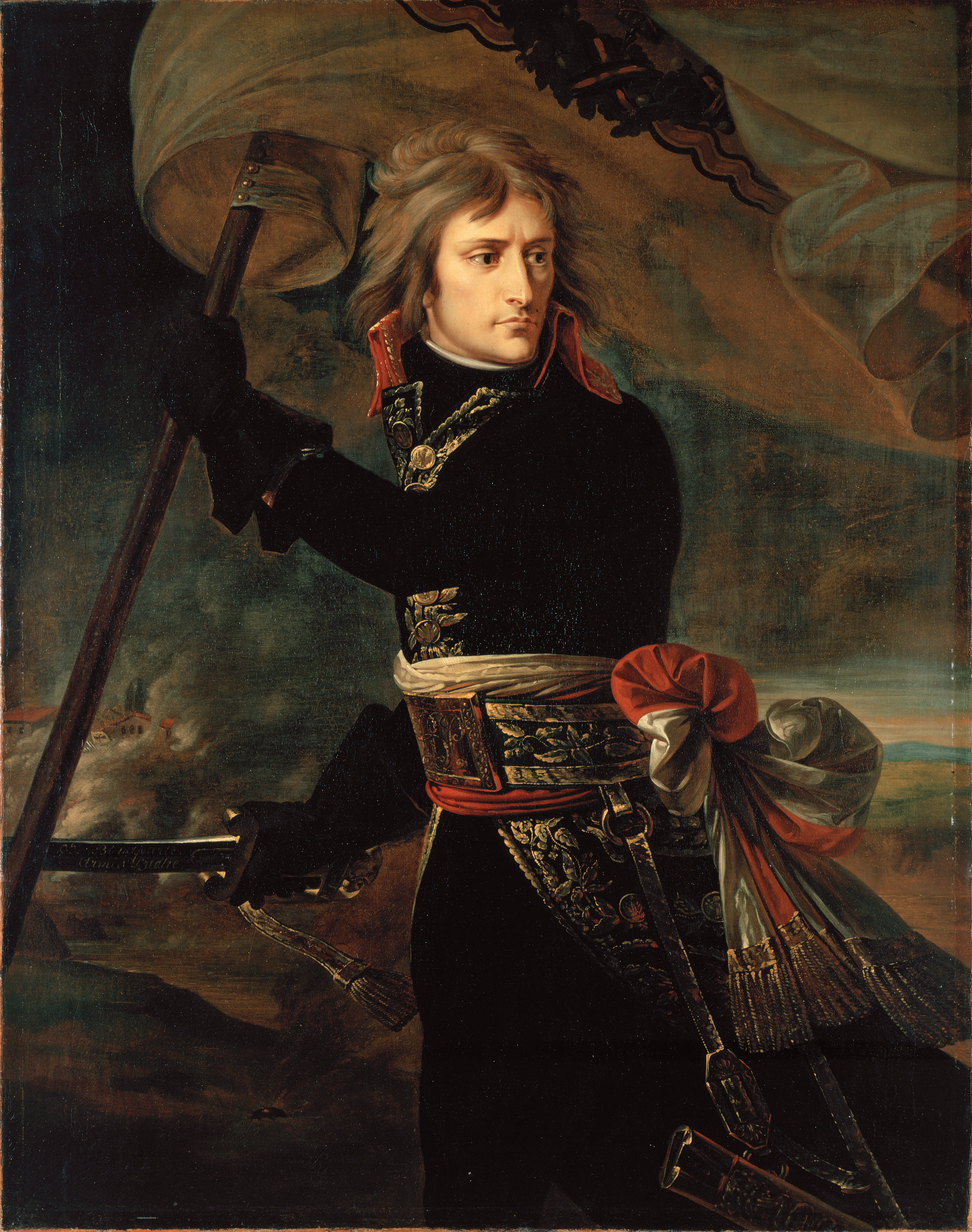
Вариант картины из Эрмитажа.
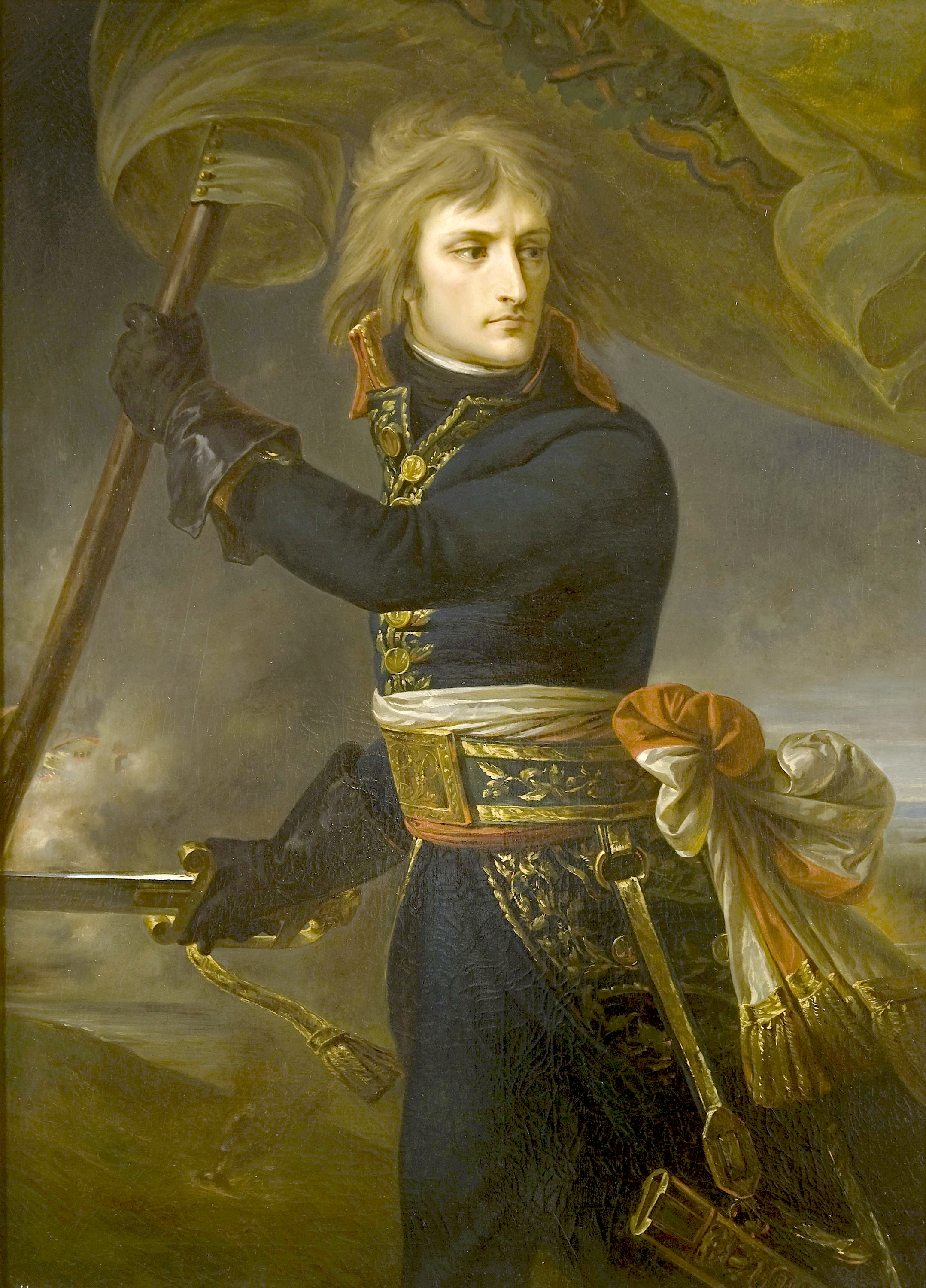
Вариант картины из замка Арененберг.
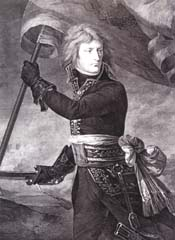
Джузеппе Лонги. Гравюра с картины
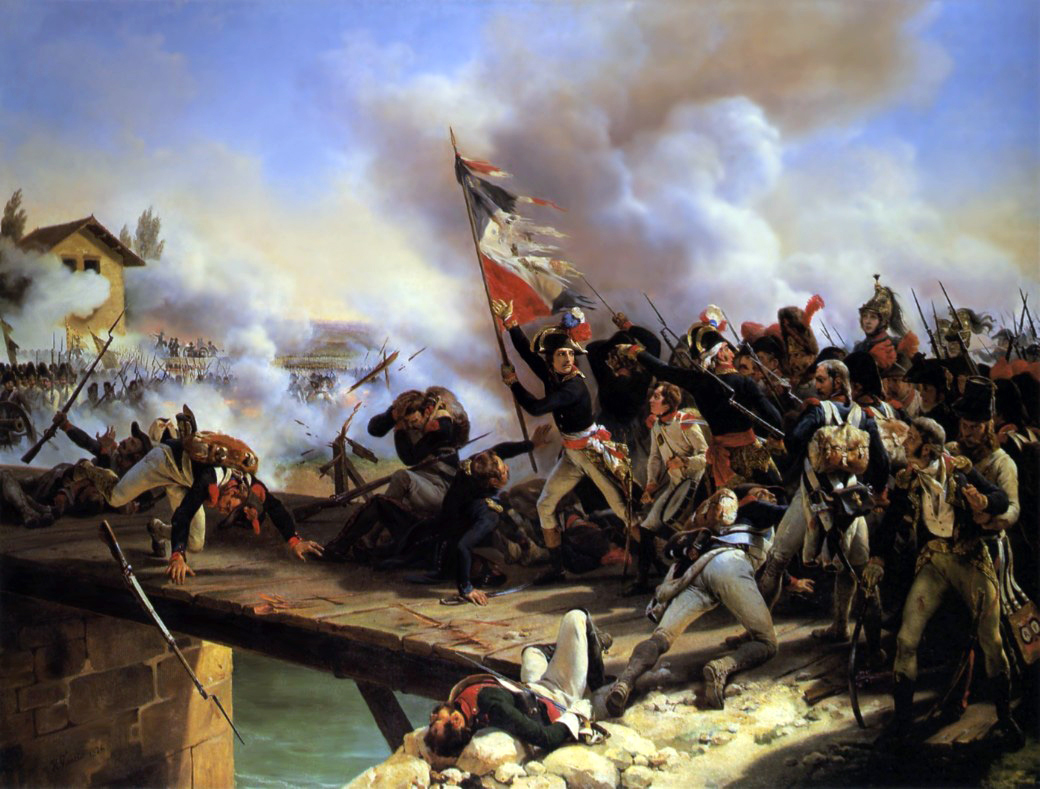
Орас Верне. «Бой при Арколе». 1828.
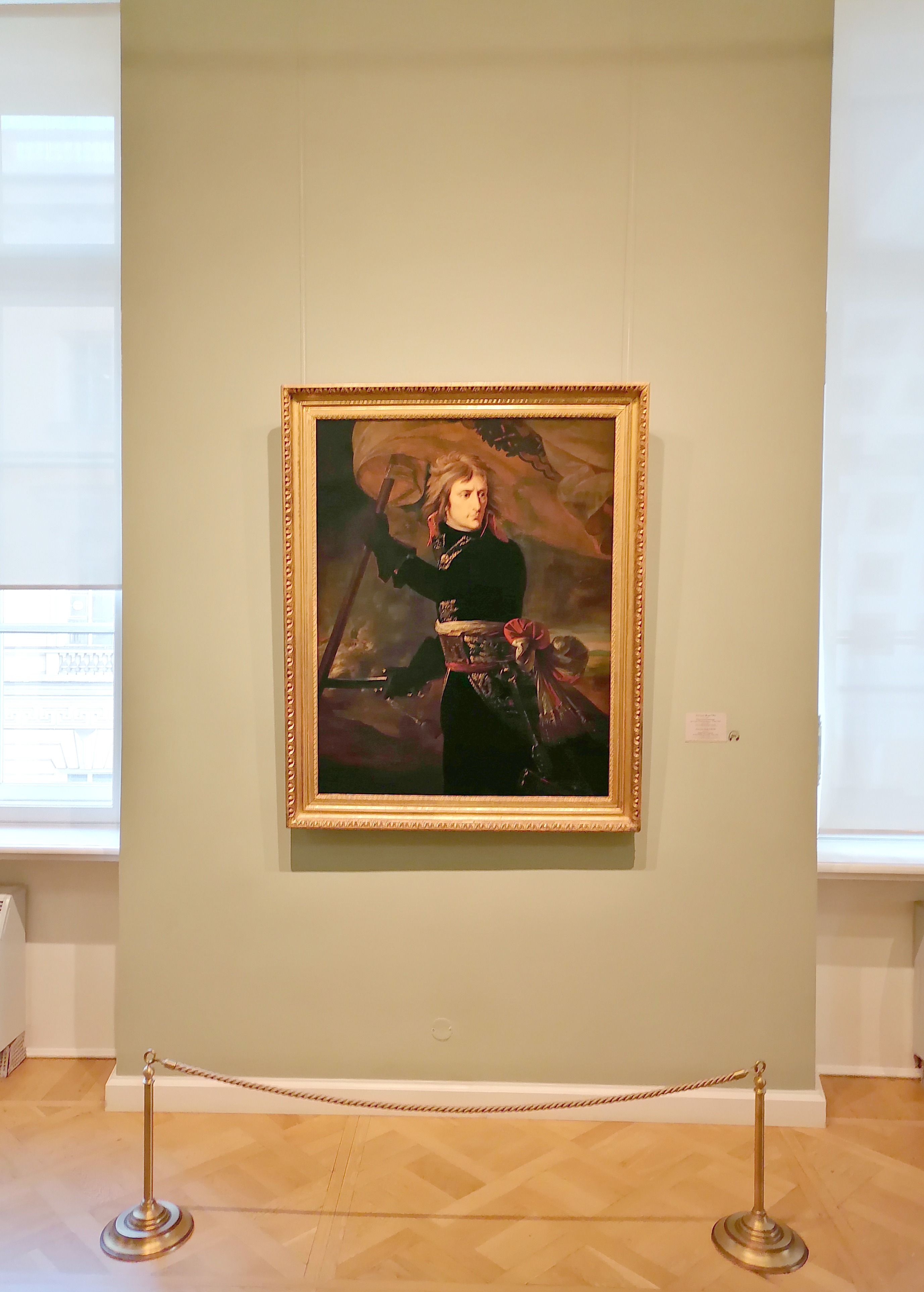
Эрмитажный вариант. Зал 303 здания Главного штаба